# Heidolsheim
Heidolsheim es una localidad y  comuna francesa situada en el departamento de Bajo Rin, en la región de Alsacia. Forma parte del distrito de Sélestat-Erstein y del cantón de Marckolsheim. Tiene una población de 443 habitantes (según censo de 1999) y una densidad de 74,83 h/km². Está integrada en la Communauté de communes de Marckolsheim et environs.
Emplazada en la llanura alsaciana, a 7,5 km de la frontera alemana a altuta de la presa de Marckolsheim, en el río Rin. Se encuentra junto a la carretera departamental D424, que la une con la mencionada frontera y con Sélestat.

## Demografía
| 270                        | 292 | 284 | 296 | 299 | 359 |
| (Fuente: [cita requerida]) |     |     |     |     |     |

Población de hecho.
La población provisional facilitada por el INSEE para 2004 es de 443 personas.